# Kwahn
Kwahn (Kwan; Silver Fox), Srebrna lisica je kulturni heroj i bog kreator mnogih plemena Sjeverne Kalifornije. U nekim plemenskim tradicijama, kao što je Miwok, Srebrna lisica je žensko; u drugima, poput Achumawija, on je muškarac. Srebrna lisica zajedno s Jamulom (Kojotom) stvara svijet i uči ljude kako živjeti. Iako su obojica kreatori, Silver Fox je ozbiljniji i mudriji od njih dvoje, dok je Coyote više varalica i sklon donošenju neozbiljnih odluka na temelju hirova, gladi ili interesa za žene.